# Mateusz Święcicki

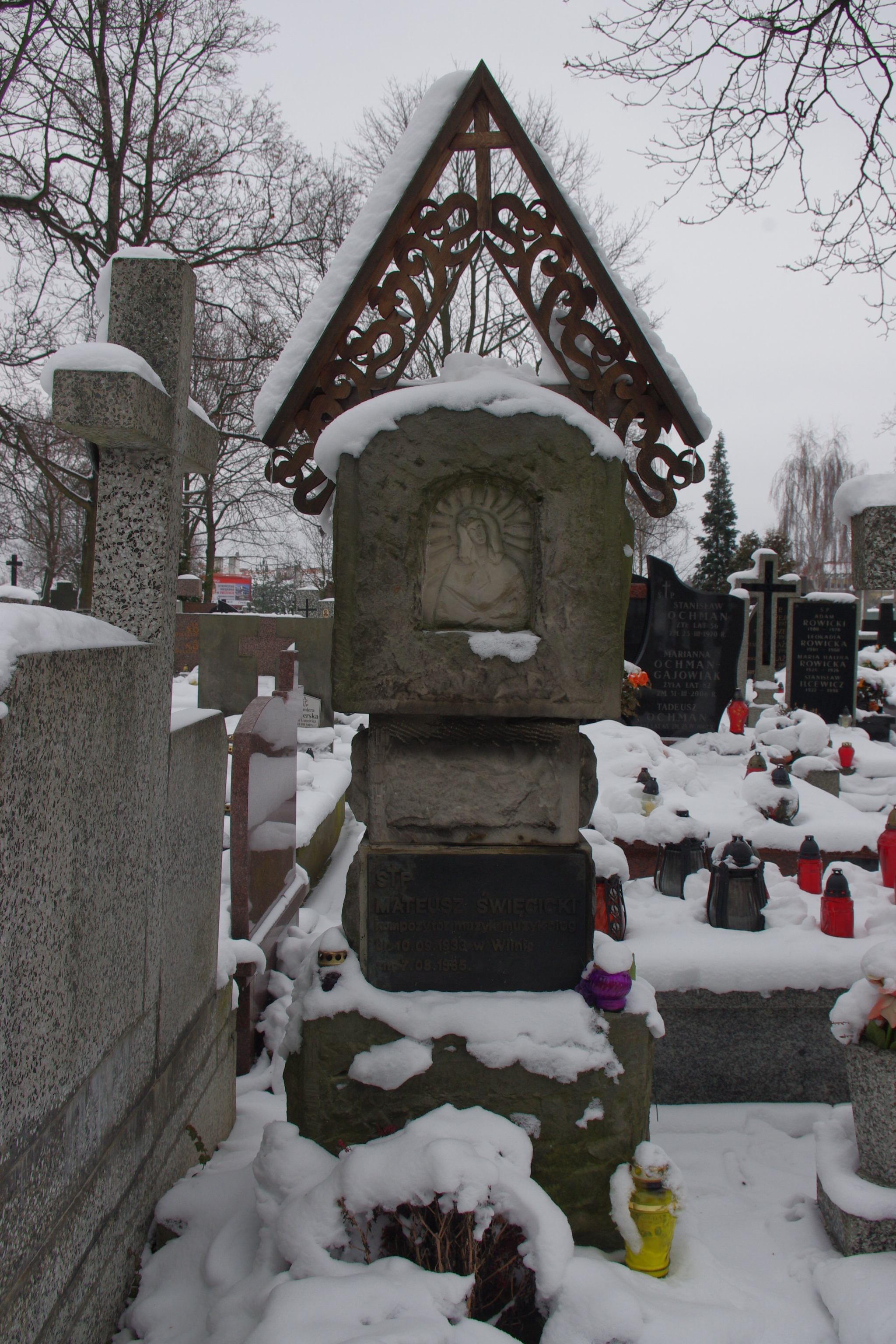
Grób Mateusza Święcickiego na Cmentarzu Wilanowskim w Warszawie

Mateusz Święcicki (ur. 10 września 1933 w Wilnie, zm. 7 sierpnia 1985 w Chodzieży) – polski kompozytor, aranżer, publicysta i dziennikarz radiowy.

## Życiorys
Jego ojcem był Józef Święcicki. W latach 1951–1959 studiował w Instytucie Muzykologii na Uniwersytecie Warszawskim. W latach 1955–1964 jako pierwszy prowadził jazzowe audycje w Polskim Radiu. Był pierwszym muzycznym szefem radiowej Trójki. Był autorem pierwszej Trójkowej audycji, zatytułowanej Mój magnetofon, przekształconej później w Muzyczną pocztę UKF. Audycja ta funkcjonuje do dziś.
Współorganizator Krajowego Festiwalu Piosenki Polskiej w Opolu (1963) wraz z dziennikarzem Jerzym Grygolunasem. Grał w zespole jazzowym Pinokio (trąbka, pianino), wystąpił z nim na I Międzynarodowym Festiwalu Jazzowym w Sopocie w 1956 roku.
Zasłynął jako autor muzyki do ponad 200 piosenek, w tym wielu przebojów jak np. Pod Papugami (z repertuaru Czesława Niemena), Jedziemy autostopem (z repertuaru Karin Stanek) i Był taki ktoś (z repertuaru Kasi Sobczyk), Wezmę w drogę księżyc, Przyjdź w taką noc (z repertuaru Czesława Niemena oraz Heleny Majdaniec) oraz Ballada cygańska.
Od września 1967 do marca 1972 pełnił funkcję kierownika artystycznego i menadżera zespołu wokalnego Filipinki, dla którego skomponował około 20 piosenek, a zaaranżował lub opracował kilkadziesiąt innych.
Od 1987 (z przerwą w latach 2000–2006) radiowa Trójka przyznaje nagrody im. M. Święcickiego – „Mateusze”.

## Publikacje
- Mateusz Święcicki, Jazz – Rytm XX wieku, wyd. PZWSZ 1972